# منتخب اليابان لكرة اليد للشابات
منتخب اليابان لكرة اليد للشابات (باليابانية: ハンドボール女子ユース日本代表) هو ممثل اليابان الرسمي في المنافسات الدولية في كرة اليد للشابات
.